# GI-652
La GI-652 és una carretera de la Generalitat de Catalunya que diposa d'una viforcació amb la GI-652a. Les lletres GI corresponen a la demarcació provincial de Girona encara que está administrada per la Generalitat de Catalunya. Discorre pels termes municipals de Torrent i Pals dins de la comarca del Baix Empordà.
Comença el seu traçat a la rotonda de la carretera C-66 dins del terme municipal de Torrent i en el seu final, que conecta una altra la carretera, la C-31, acabant en la rotonda de Pals dins d'aquest mateix terme municipal.
Té una llargada d'uns 3,387 km. Aquesta carretera té una viforcació i aquest tram duu la nomenclatura de carretera GI-652a.